# Tephrocactus articulatus
Tephrocactus articulatus je vrsta kaktusa iz rodu Tephrocactus. Domovina rastline je Argentina. Raste južno od Salte do Mendoze ter vzhodno do Santiaga del Estero. Raste na peščeno kamnitih pobočjih gorovij na višini med 500 in 1800 metrov.
Prvi opis rastline je naredil Ludwig Georg Karl Pfeiffer, najprej leta 1837 kot Cereus articulatus, šele leta 1953 ga je Curt Backeberg prestavil v rod Tephrocactus.

## Izvor imena
Ime rodu Tephrocactus izhaja iz grščine: tefra (tephra) - pepel (zaradi svojih sivih poganjkov pri nekaterih vrstah) in kaktos - kaktus, ter articulatus iz lat. articulates - združiti, spojiti se.

## Opis rastline
Rastlina je pokončna in proti vrhu delno razvejana. Doseže višino od 30 do 60 cm, le redko zraste do 120 cm. Steblo je cilindrično, ovalno, členki so okrogli in ovalne oblike. Členki so do 10 cm dolgi in premera 3 do 5 cm. Korenine so vlaknaste, vraščene plitvo v zemlji.
Bradavice so delno konične, razporejene spiralno in so jasno vidne. Na členkih je enakomerno razporejenih 30 do 40 areol. Bodice so lahko na vseh areolah ali pa samo na areolah v zgornjem delu členka. Nekatere forme so lahko tudi brez bodic. Glohide so rjavkasto rdeče barve, vraščene globoko v areole. V spodnjih areolah jih je znatno več.
Bodic je od 1 do 4 na areolo, redko 8. Bodice so zelo prožne, včinoma so sploščene in so pri nekaterih formah videti kot papirnati trakovi. Merijo do 10 cm v dolžino in do 5 mm v širino.
Cvet je zvončaste oblike , široko odprt, belo rožnate barve, dolžine do 4,5 cm in premera do 8 cm. Perikarpel je obdan z areolami in nima bodic. Plod je okrogle do koničaste oblike, tankostenski, suh, brez bodic in je velik do 3 cm.

## Gojenje
Gojenje ni zahtevno, saj jih lahko poleti gojimo zunaj ali v rastlinjakih pri temperaturi do 45 ºC, delno zasenčno, zalijemo jih enkrat tedensko. Prezimujemo jih v hladnih svetlih prostorih z malo vlage. Semena se lahko sejejo spomladi ali jeseni.

## Varietete
- Tephrocactus articulatus f. syringacanthus
- Tephrocactus articulatus var. articulatus
- Tephrocactus articulatus var. atrispinum
- Tephrocactus articulatus var. calvus
- Tephrocactus articulatus var. diadematus
- Tephrocactus articulatus var. inermis
- Tephrocactus articulatus var. oligacanthus
- Tephrocactus articulatus var. ovatus
- Tephrocactus articulatus var. papyracanthus
- Tephrocactus articulatus var. polyacanthus
- Tephrocactus articulatus var. syringacanthus

## Sinonimi
- Cereus articulatus
- Opuntia articulata
- Opuntia andicola
- Tephrocactus andicolus
- Opuntia diademata
- Tephrocactus diadematus
- Opuntia turpinii
- Tephrocactus turpinii
- Opuntia papyracantha
- Opuntia glomerata
- Tephrocactus glomeratus
- Opuntia strobiliformis
- Tephrocactus strobiliformis